# St George's Market

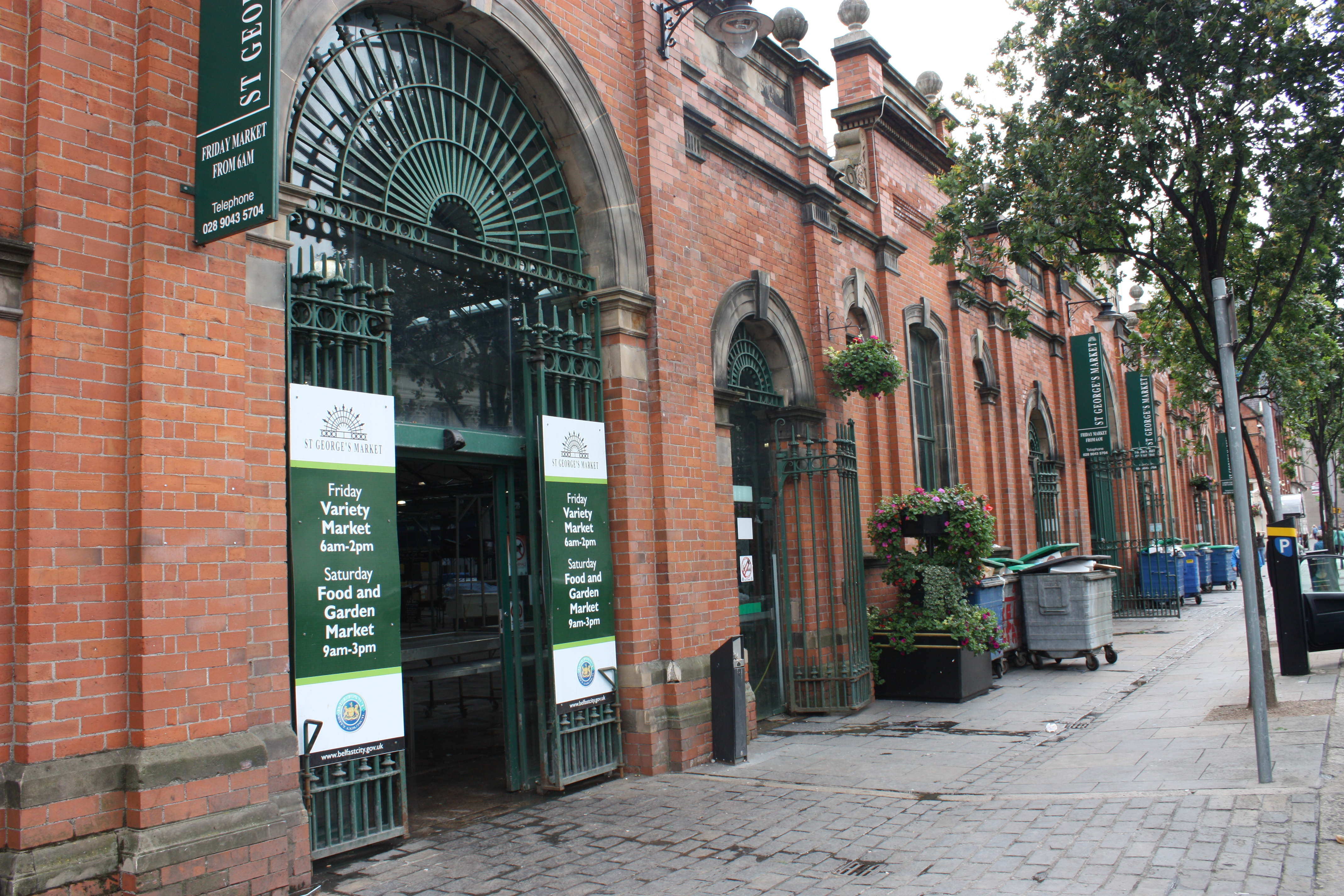
St George's Market, 2010

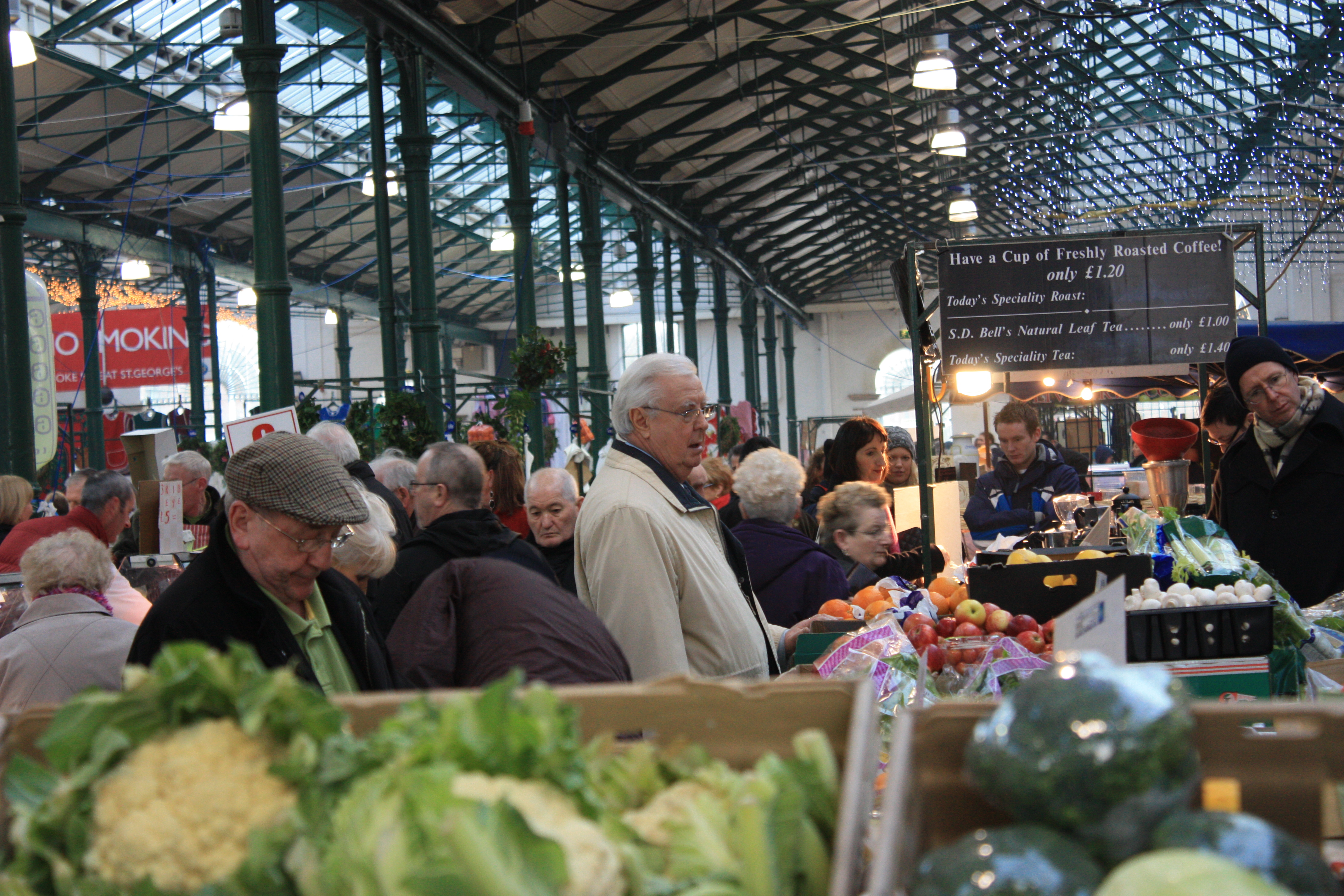
Interieur, 2009

St George's Market is een overdekte markthal in Belfast, gebouwd tussen 1890 en 1896, wat het een van de oudste markten in het Verenigd Koninkrijk maakt. St George's Market bevindt zich op de kruising van East Bridge Street en Oxford Street, dicht bij het Centraal Station.
In het gebouw bevinden zich naast het marktgedeelte ook detailhandels en horecazaken: een tweetal koffieshops, een snackbar, een restaurant, een supermarkt, een lunchroom en een apotheek/drogisterij.

## Markten
St George's Market is drie dagen per week open, namelijk van vrijdag tot en met zondag. Op deze dagen worden drie verschillende markten gehouden.
- Op vrijdag wordt er een gevarieerde markt aangeboden met zowel consumeerbare producten, zoals fruit, vlees en groenten, als niet-consumeerbare goederen, zoals antiek, kleding en boeken.
- Op zaterdag wordt er een markt gehouden die gericht is op niet-consumeerbare goederen, zoals antiek, kleding en boeken.
- Op zondag wordt er een markt gehouden die gericht is op consumeerbare goederen, zoals fruit, vlees en groenten.